# Comté de Nemaha (Nebraska)
Pour les articles homonymes, voir Comté de Nemaha.
Le comté de Nemaha est un comté de l'État du Nebraska, aux États-Unis. Son siège est la ville d'Auburn.